# 銅夢キッチン
銅夢キッチン（どうむキッチン）は、愛媛県新居浜市泉池町にある農産物直売所である。円形屋根が特徴な建物で、登り道商店街のすぐ近く立地している。

## 概要
1997年に新居浜市が消費者ニーズ多様化や大型店の出店などで地盤沈下の著しい商店街の活性化を目指し、中核となる集客施設「新居浜市商業振興センター」（愛称：銅夢にいはま）として建設し、同年4月1日にオープンした。鉄筋2階建ての建物内には、イベントホールや貸会議室などを備え、貸ホールとして利用されてきた。
しかし、2018年の利用者数はピーク時の3分の1ほどの約3万8千人になるなど利用者数の減少が課題となり、新居浜市と新居浜商工会議所、新居浜商店街連盟は2013年度に「新居浜市まちづくり協議会」を立ち上げ、施設活用の検討を開始。新居浜市は2021年に新居浜商店街連盟が設立した株式会社銅夢広場に建物を無償譲渡、土地を無償貸与し、国補助事業を活用して総事業費約2億円をかけて改修を実施。2021年3月28日には新居浜市最大規模の産直市場「銅夢キッチン」としてリニューアルオープンした。
総菜、鮮魚、精肉、カフェの4店がテナントして入居した。しかし、3〜6月の1日当たりの来店者数は目標の800人を下回る約500人、7〜9月は目標の500人に対して300〜350人と低迷。年間売上高は初年度の目標4億円を大きく下回る推定2億5千万円となった。開業9か月にして、テナント4店舗のうち、2店舗が退去した。
2023年4月に27歳の元銀行員が支配人に就任。同年5月からは第1日曜日に「おさんぽマルシェ」を開催し、敷地内の直営カフェはメニューを刷新し7月からは居酒屋営業を開始。同年11月には地元農園のニンニクを使った「焼き鳥ニンニク」が『新居浜市ご当地。串グルメ選手権』グランプリを受賞した。また地元の新鮮な野菜の他に、口コミを参考に新潟県産のヨーグルトや北海道産の干物など厳選した県外の食品の取り扱いなどで1か月当たりの来店客数が以前の2倍の8,800人に増加した。
2024年6月5日にテナントして入居していた丸幸が閉店した事によるテナントの入れ替えや立て直しを図る事を目的に、同年6月17日から当面の間休業すると発表した。

## アクセス
- 瀬戸内運輸（せとうちバス）「登道」バス停より下車して2分。

## 周辺
- 登り道サンロード
- 百十四銀行新居浜支店
- マルナカ若水店
- 三井住友銀行新居浜支店